# Zamek Aizuwakamatsu
Zamek Aizuwakamatsu (jap. 会津若松城 Aizu-Wakamatsu-jō), znany również jako Tsuru-ga-jō (鶴ヶ城) – zamek położony w północnej Japonii, w centrum miasta Aizuwakamatsu, w prefekturze Fukushima. Jest zamkiem typu hirayama-shiro, to znaczy zbudowanym na wzgórzu otoczonym równiną. Zamki nad zbiornikami wodnymi, to mizu-shiro – „zamki wodne”. Morze, jezioro lub rzeka tworzyły fosę i/lub służyły do transportu.

## Historia
Zamek Tsuru-ga-jō został zbudowany przez Naomori Ashina w 1384 roku i następnie rozbudowany około roku 1590. Wielokrotnie zmieniał właścicieli, władców regionu Aizu, położonego najdalej na zachód z trzech regionów prefektury Fukushima (pozostałe dwa to: Nakadōri i Hamadōri). Został zniszczony po wojnie Boshin w 1876 roku, buncie przeciwko nowo utworzonemu rządowi Meiji, który położył kres feudalnej epoce Japonii. Zamek był jedną z ostatnich twierdz samurajów lojalnych wobec siogunatu rodu Tokugawa. W 1871 roku wydano pozwolenie na zniszczenie wielu budynków zamku, wałów i części fosy. W 1873 roku siedziba prefektury opuściła zamek. W 1874 roku Ministerstwo Armii Japonii zadecydowało o zburzeniu pozostałych budynków. Po nieudanej aukcji, lokalny biznesmen zakupił prawa do ocalenia budynków, a zamek został otwarty dla publiczności w 1874 roku. Po wystawie, główna wieża zamkowa, tenshu, została zrównana z ziemią.

## Stan obecny
Zamek został odbudowany w latach 60. XX wieku. Prace remontowe zakończono w 2011 roku, przywracając m.in. kolor dachówki z szarego do pierwotnej czerwieni, unikalnej wśród japońskich zamków. Zwiedzający mogą wspiąć się na najwyższe piętro warowni i podziwiać miasto. Wewnątrz budynku znajduje się muzeum z atrakcyjnymi ekspozycjami na temat historii zamku i stylu życia samurajów. Zamek otoczony jest parkiem, w którym rosną drzewa wiśni (sakura), podziwiane w porze kwitnienia około połowy kwietnia.

## Galeria

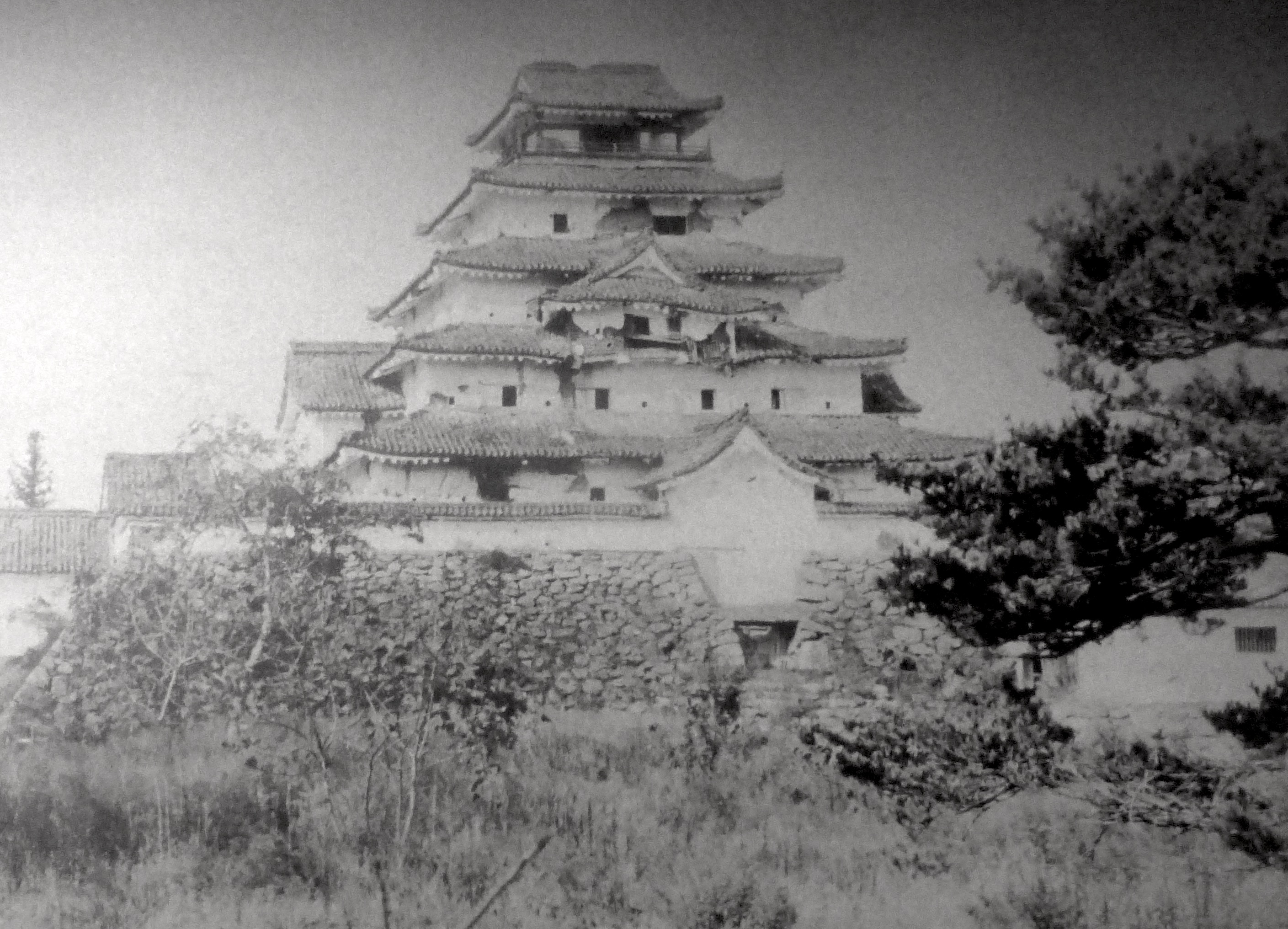
Zamek w 1868 r., zniszczony po bitwie
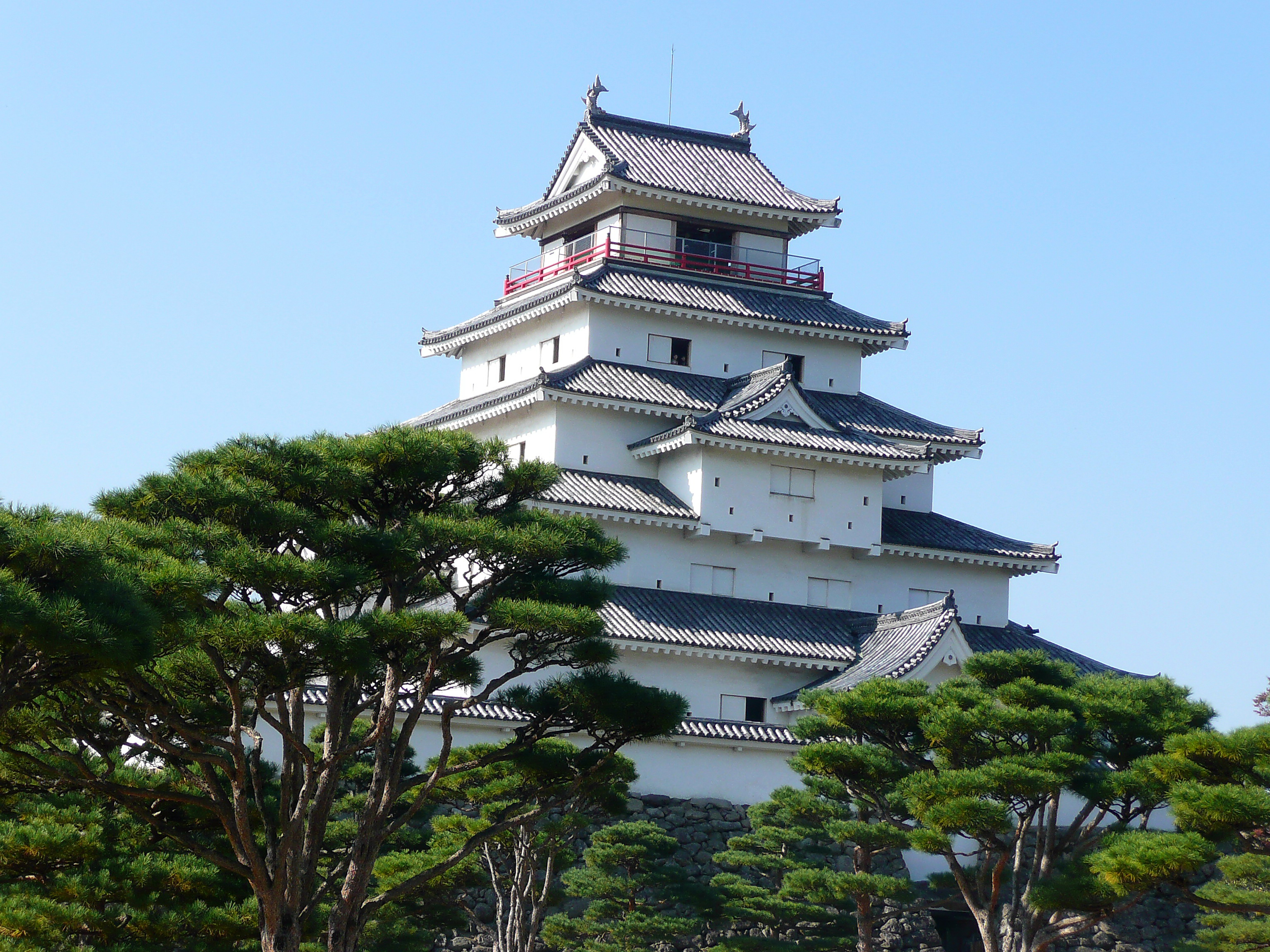
Tenshukaku (wieża zamkowa, donżon, stan obecny)
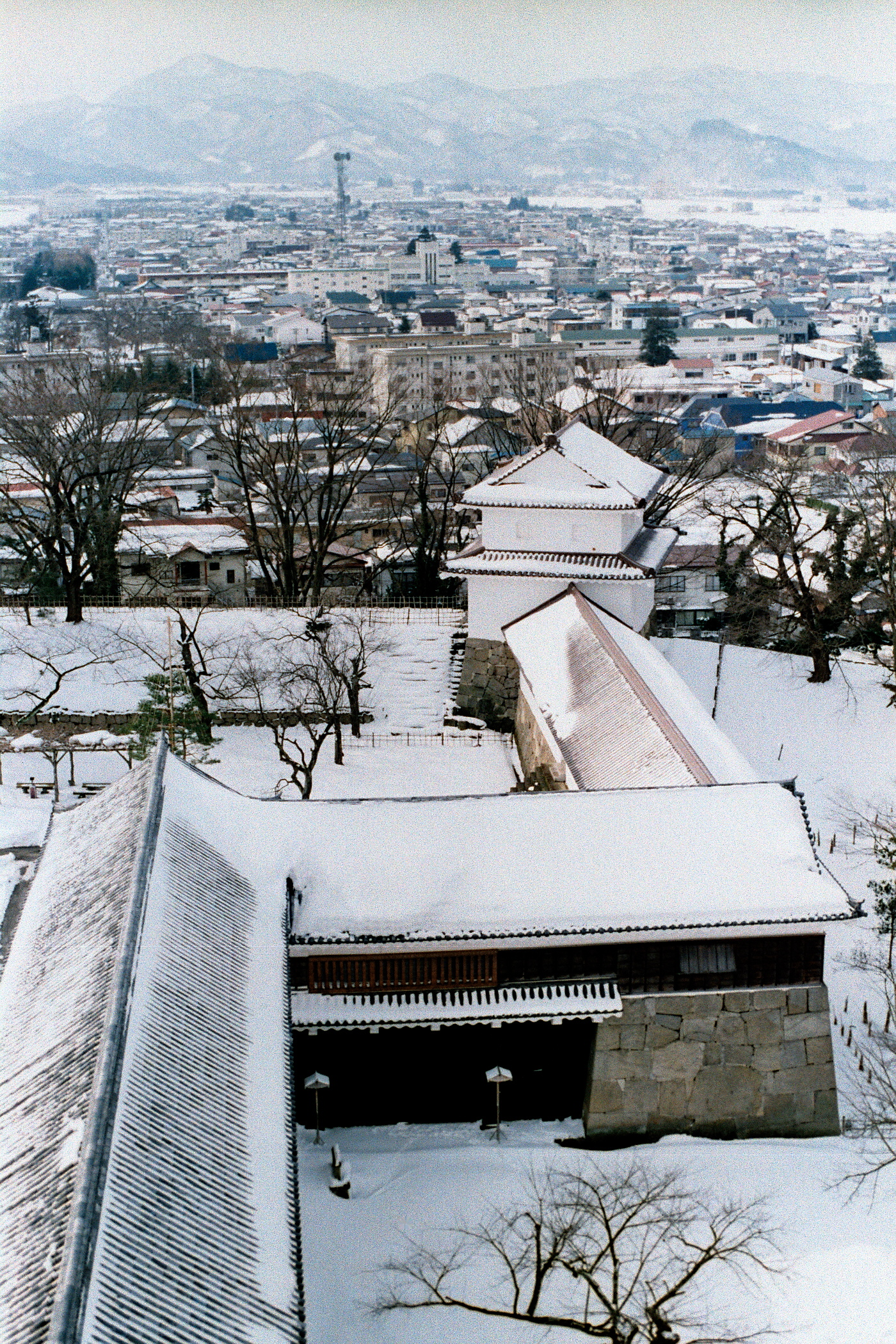
Widok murów i miasta z wieży zamkowej
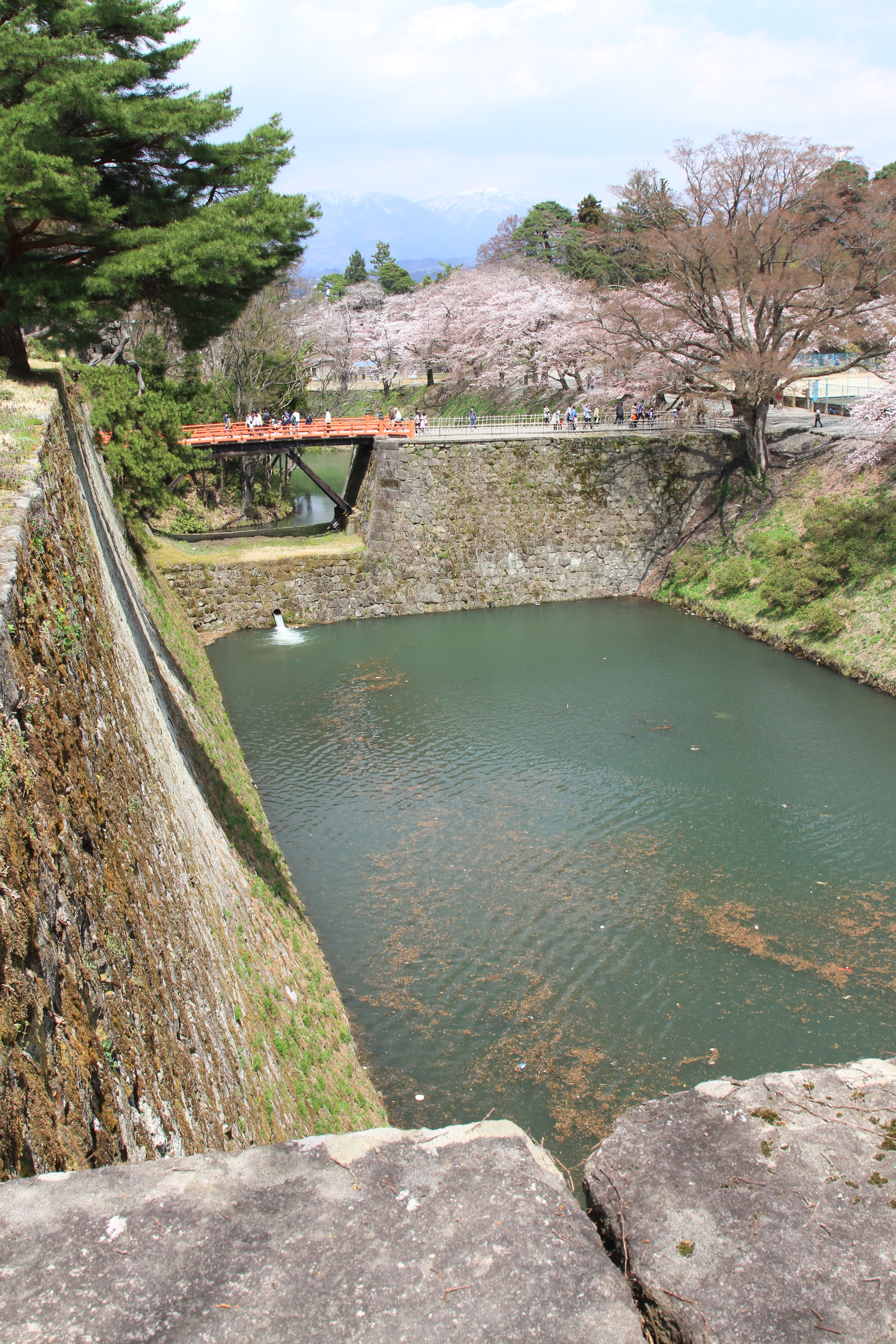
Mur i fosa zamku, w głębi sakura